# Sommerstein (Erzgebirge)
Der Sommerstein, auch Sommersteine, ist eine markante Felsformation unweit des Ortsteils Steinbach der Stadt Jöhstadt im sächsischen Erzgebirge. Der Felsen liegt in einer Höhe von 773,7 m NHN und besteht vorwiegend aus Rotem Muskovitgneis.

## Geographische Lage
In oberen Tal der Preßnitz befindet sich südwestlich von Steinbach in Richtung Grumbach auf der östlichen, bewaldeten Seite des Preßnitztales, durch das die Schmalzgrubner Straße führt, der Sommerstein genannte Felsen. Ein nach dem Sommerstein benannter, für den öffentlichen Verkehr gesperrter Fahrweg führt in unmittelbarer Nähe des Sommersteins vorbei und verbindet als Wanderweg die beiden Jöhstädter Ortsteile Grumbach und Steinbach.

## Tourismus

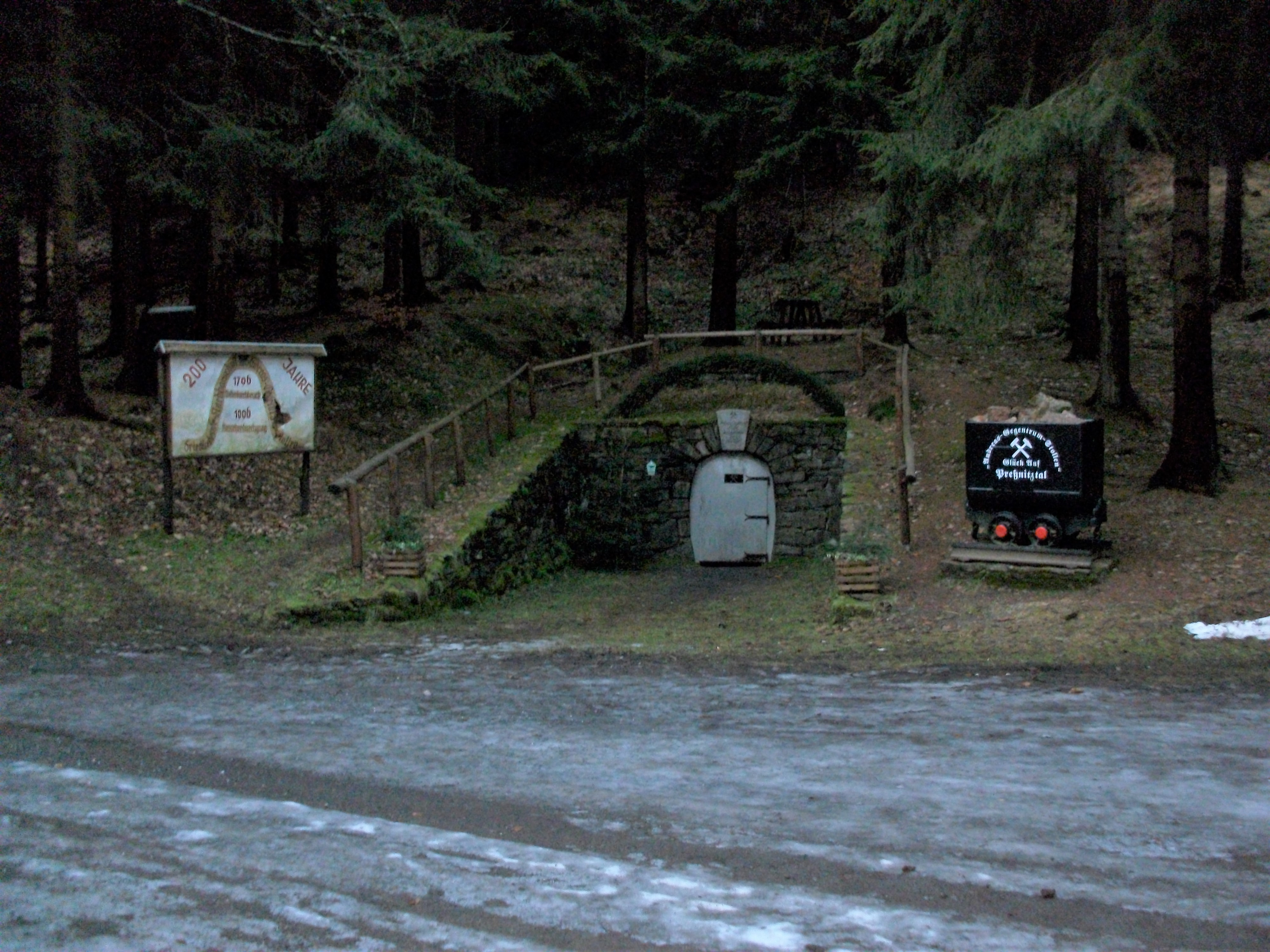
Andreas-Gegentrum-Stolln

Bereits in Christian Lehmanns Historischen Schauplatz des Erzgebirge aus dem Jahre 1699 wird der Sommerstein bei Steinbach als eine der markanten Felsformationen des mittleren Erzgebirges genannt. Mehrere Sagen ranken sich um den Felsen, der sich im ausgehenden 19. Jahrhundert zu einem Ausflugsziel für Wanderer und Sommerfrischler entwickelte. Als Fotomotiv wurden Abbildungen des Sommerstein noch in den 1920er Jahren auf Ansichtskarten vertrieben.
Mehrere Natur- und Heimatfreunde aus Steinbach begannen ab 1962, unterhalb des Sommersteins eine Raststätte anzulegen. Zunächst wurde ein Springbrunnen gebaut und der alte Mühlgraben und benachbarte Fischteich instand gesetzt, so dass darin Forellen ausgesetzt werden konnten. Jährlich war ab 1966 der Springbrunnen Mittelpunkt eines nach ihm benannten Festes.
1974 wurde die Anlage ergänzt durch Modelle eines erzgebirgischen Hammerwerkes mit Mühlrad und einer benachbarten Windmühle. Heute befindet sich dort die Raststätte „Am Wildbach“ unterhalb des Sommersteins, die im Jahre 1979 an dieser Stelle erstmals ihre Tore öffnete.

## Wirtschaft
Unterhalb des Sommersteins befand sich in der Mitte des 19. Jahrhunderts eine Baumwollspinnerei, in der zeitweilig 80 Personen beschäftigt waren. In jener Zeit wurde auch Bergbau in der Umgebung des Sommerstein betrieben. So war hier beispielsweise 1844 die Grube St. Andreas Gegentrum in Betrieb. Daneben gab es dort das Bergwerk Friedliebende Nachbarschaft.